# قائمة الجامعات في الجزائر
يحتوي قطاع التعليم العالي في الجزائر على العديد من الجامعات والمدارس العليا والكليات والمعاهد التي هي مؤسسات جامعية تابعة لوزارة التعليم العالي والبحث العلمي الجزائرية.

## ولاية أدرار
- جامعة أدرار[2]

## ولاية الشلف
- جامعة حسيبة بن بوعلي -الشلف[3]

## ولاية الأغواط
- جامعة عمار ثليجي[4]

## ولاية أم البواقي
- جامعة العربي بن مهيدي-أم البواقي[5]

## ولاية باتنة
- جامعة باتنة 1[6]
- جامعة باتنة 2.[7]

## ولاية بجاية
- جامعة بجاية[8]

## ولاية بسكرة
- جامعة محمد خيضر[9]
- كلية الحقوق والعلوم السياسية والعلاقات الدولية بسكرة

## ولاية بشار
- جامعة محمد طاهري[10]

## ولاية البليدة
- جامعة سعد دحلب (البليدة 1)[11]
- جامعة علي لونيسي (البليدة 2)[12]
- المدرسة الوطنية العليا للري[13]

## ولاية البويرة
- جامعة محند والحاج[14]

## ولاية تمنراست
- جامعة أمين العقال الحاج موسى آق أخاموك – تامنراست [15]

## ولاية تبسة
- جامعة العربي التبسي (تبسة)[16]

## ولاية تلمسان
- جامعة أبي بكر بلقايد[17]

## ولاية تيارت
- جامعة ابن خلدون (تيارت)[18]

## ولاية تيزي وزو
- جامعة مولود معمري[19]

## ولاية الجزائر
- جامعة الجزائر 1[20]
- جامعة الجزائر 2[21]
- جامعة الجزائر 3[22]
- المدرسة الوطنية للإدارة[23]
- المدرسة العليا الجزائرية للأعمال[24]
- المدرسة الوطنية التحضيرية لدراسات المهندس
- المدرسة الوطنية العليا للتكنولوجيا بالجزائر[25]
- المجلس الأعلى للغة العربية بالجزائر[26]
- المحافظة السامية للأمازيغية[27]
- كلية العلوم الإسلامية في الجزائر[28]
- كلية الحقوق ببن عكنون[29]
- كلية العلوم الطبية في الجزائر[30]
- المعهد الوطني للعلوم الفلاحية[31]
- المعهد الوطني الجزائري للبحث الزراعي[32]
- المعهد الوطني للبريد وتكنولوجيات الإعلام والاتصال[33]
- جامعة العلوم والتكنولوجيا هواري بومدين[34]
- جامعة التكوين المتواصل[35]
- المدرسة العليا للفنون الجميلة بالجزائر[36]
- المعهد الوطني للخرائط[37]
- المدرسة الوطنية العليا للإعلام الآلي[38]
- المدرسة الوطنية العليا للذكاء الاصطناعي[39]
- المدرسة الوطنية العليا لتكنولوجيا الأنظمة المستقلة[52]
- المركز الوطني لختم الطيور
- محطة الأبحاث الغابية ببراقي

## ولاية الجلفة
- جامعة زيان عاشور[53]

## ولاية جيجل
- جامعة جيجل[54]

## ولاية سطيف
- جامعة فرحات عباس (جامعة سطيف 1)[55]
- جامعة محمد لمين دباغين (جامعة سطيف 2)[56]
- معهد البناء و الأشغال العمومية
- المدرسة العليا للأساتذة (العلمة)
- المعهد التكنولوجي الفلاحي
- معهد البيئة للتنمية المستدامة،(معهد الدراسات و البحوث البيئية)
- كلية العلوم الطبية (الباز)
- معهد الهندسة المعمارية و علوم الارض

## ولاية سعيدة
- جامعة سعيدة[57]

## ولاية سكيكدة
- جامعة 20 أوت 1955م[58]
- المدرسة العليا للتعليم التكنولوجي في سكيكدة.

## ولاية سيدي بلعباس
- جامعة جيلالي اليابس[59]
- المدرسة الوطنية العليا للإعلام الآلي بسيدي بلعباس[60]

## ولاية عنابة
- جامعة باجي مختار[61] 1
- جامعة عنابة 2 (بيولوجيا هندسة معمارية) سيدي عمار
- جامعة عنابة 3 (طب . صيدلة. اداب ولغات ) أحمد البوني
- كلية الطب عنابة
- كلية الحقوق عنابة
- المدرسة العليا للعلوم الاقتصادية عنابة
- المدرسة العليا للاعلام الآلي عنابة

## ولاية قالمة
- جامعة 8 ماي 1945م[62]

## ولاية قسنطينة
- جامعة قسنطينة 1 -منتوري[63]
- المدرسة الوطنية متعددة التقنيات بقسنطينة[64]
- المدرسة التحضيرية للعلوم الاقتصادية، التجارية وعلوم التسيير بقسنطينة
- جامعة قسنطينة 2 -عبد الحميد مهري[65]
- جامعة قسنطينة 3 -صالح بوبنيدر[66]
- جامعة الأمير عبد القادر[67]
- كلية الطب بقسنطينة أو معهد باستور بقسنطينة.
- جامعة زرزارة للهندسة المعمارية والعلوم التقنية.
- كلية علوم البيطرة بالخروب

## ولاية المدية
- جامعة الدكتور يحيى فارس[68]

## ولاية مستغانم
- جامعة مستغانم[69]

## ولاية المسيلة
- جامعة محمد بوضياف[70]

## ولاية معسكر
- جامعة مصطفى أسطمبولي (معسكر)[71]

## ولاية ورقلة
- جامعة قاصدي مرباح[72]

## ولاية وهران
- جامعة العلوم والتكنولوجيا محمد بوضياف[73]
- جامعة السانية[74]
- جامعة وهران 2[75]
- المدرسة الوطنية متعددة التقنيات بوهران[76]
- المدرسة التحضيرية للعلوم والتقنيات بوهران[77]
- معهد الاتصالات السلكية واللاسلكية[78]
- المركز الوطني للبحث في الأنثروبولوجيا الاجتماعية والثقافية.[79]
- معهد البيتروكيمياويات
- معهد الأرصاد الجوي
- معهد اللغات
- معهد الحضارة الإسلامية
- معهد العلوم الإنسانية
- مجمع الدكتور سليم طالب
- كلية الطب بوهران
- مستشفى وهران الجامعي[80]
- المؤسسة الجزائرية للتغذية[81]

## ولاية البيض
- المركز الجامعي نور البشير (البيض)[82]

## ولاية إليزي
- المركز الجامعي (إليزي)

## ولاية برج بوعريريج
- المركز الجامعي برج بوعريريج[83]

## ولاية بومرداس
- جامعة أمحمد بوقرة[84]
- المعهد الوطني للإلكترونيك والهندسة الكهربائية[85]
- المعهد الوطني للهندسة الميكانيكية
- المعهد الجزائري العالي للبترول[86]

## ولاية الطارف
- جامعة الشاذلي بن جديد (الطارف)[87]

## ولاية تندوف
- المركز الجامعي علي كافي (تندوف)

## ولاية تيسمسيلت
- جامعة احمد بن يحيى الونشريسي (تيسمسيلت)[88]

## ولاية الوادي
- جامعة الوادي[89]

## ولاية خنشلة
- جامعة عباس لغرور (خنشلة)[90]

## ولاية سوق أهراس
- جامعة محمد الشريف مساعدية (سوق أهراس)
- معهد العلوم الفلاحية والبيطرية (سوق أهراس)[91]

## ولاية تيبازة
- جامعة عبد الله مرسلي[92]
- المدرسة الوطنية العليا للبحرية.[93]
- المدرسة العليا للتجارة.[94]
- مدرسة الدراسات العليا التجارية
- المدرسة العليا للإحصاء و الإقتصاد التطبيقي
- المدرسة العليا للتسيير و الإقتصاد الرقمي

## ولاية ميلة
- المركز الجامعي لميلة[95]

## ولاية عين الدفلى
- جامعة الجيلالي بونعامة (عين الدفلى)[96]

## ولاية النعامة
- المركز الجامعي صالحي أحمد (النعامة)[97]

## ولاية عين تموشنت
- جامعة بلحاج بوشعيب (عين تموشنت)[98]

## ولاية غرداية
- جامعة غرداية[99]

## ولاية غليزان
- المركز الجامعي أحمد زبانة (غليزان)

### مواضيع ذات صلة
- جامعة التكوين المتواصل (الجزائر)
- التعليم في الجزائر
- وزارة التعليم العالي والبحث العلمي الجزائرية
- قائمة الجامعات العربية
- قائمة الجامعات الإسلامية
- قائمة الجامعات في إفريقيا

### وصلات خارجية
- الموقع الرسمي لوزارة التعليم العالي والبحث العلمي
- مدونة الجامعات الجزائرية
- قائمة الجامعات في الجزائر نسخة محفوظة 8 يونيو 2017 على موقع واي باك مشين.